# Šport u 1892.
◄◄ | ◄ | 1889. | 1890. | 1891. | 1892.  | 1893. | 1894. | 1895. | ► | ►►
Arhitektura • Astronomija • Biologija • Film • Fotografija • Glazba • Kazalište • Kemija • Kiparstvo • Knjige • Književnost • Kršćanstvo • Meteorologija • Medicina • Planinarstvo • Politika • Pravo • Promet • Slikarstvo • Strip • Šport • Znanost • Zrakoplovstvo • Željeznički promet
Šport u 1892.

## Svijet

### Osnivanja
- Liverpool F.C., engleski nogometni klub
- Newcastle United F.C., engleski nogometni klub
- SBV Vitesse, nizozemski nogometni klub

## Vanjske poveznice
|  | Zajednički poslužitelj ima još gradiva o temi Šport u 1892. |